# Арминия (футбольный клуб, Ганновер)
Арминия (нем. Sport-Verein Arminia Hannover e.V.) — футбольный клуб из Ганновера, основанный в 1910 году. Выступает в Оберлиге.

## История
Клуб был основан в 1910 году как FC Arminia Hannover, а в 1918 был объединён с регбийным клубом, получив название SV Arminia-Merkur. Через два года клуб был переименован в SV Arminia Hannover. Всю свою историю клуб играл в низших лигах Германии. В сезоне 1932/33 Арминия дошла до четвертьфинала Кубка Германии, где проиграла Фортуне из Дюссельдорфа. После этого клуб продолжал играть в северных лигах Германии и Нижней Саксонии.
В 2010-х годах клуб играл в Оберлиге Нижняя Саксония, опускаясь на пару сезонов в лигу Ганновера. В сезоне 2013/14, Арминия выиграла лигу Ганновера и вернулась в Оберлига Нижняя Саксония.

## Достижения
Чемпионат Северогерманской лиги
- Чемпионы: 1920

Региональная лига «Север»
- Чемпионы: 1967, 1968

Лига Ганновер
- Чемпионы: 2010, 2014